# ティブロン (潜水艦)
ティブロン (USS Tiburon, SS-529) は、アメリカ海軍の潜水艦。テンチ級潜水艦の一隻。艦名はスペイン語でサメの総称を意味する。

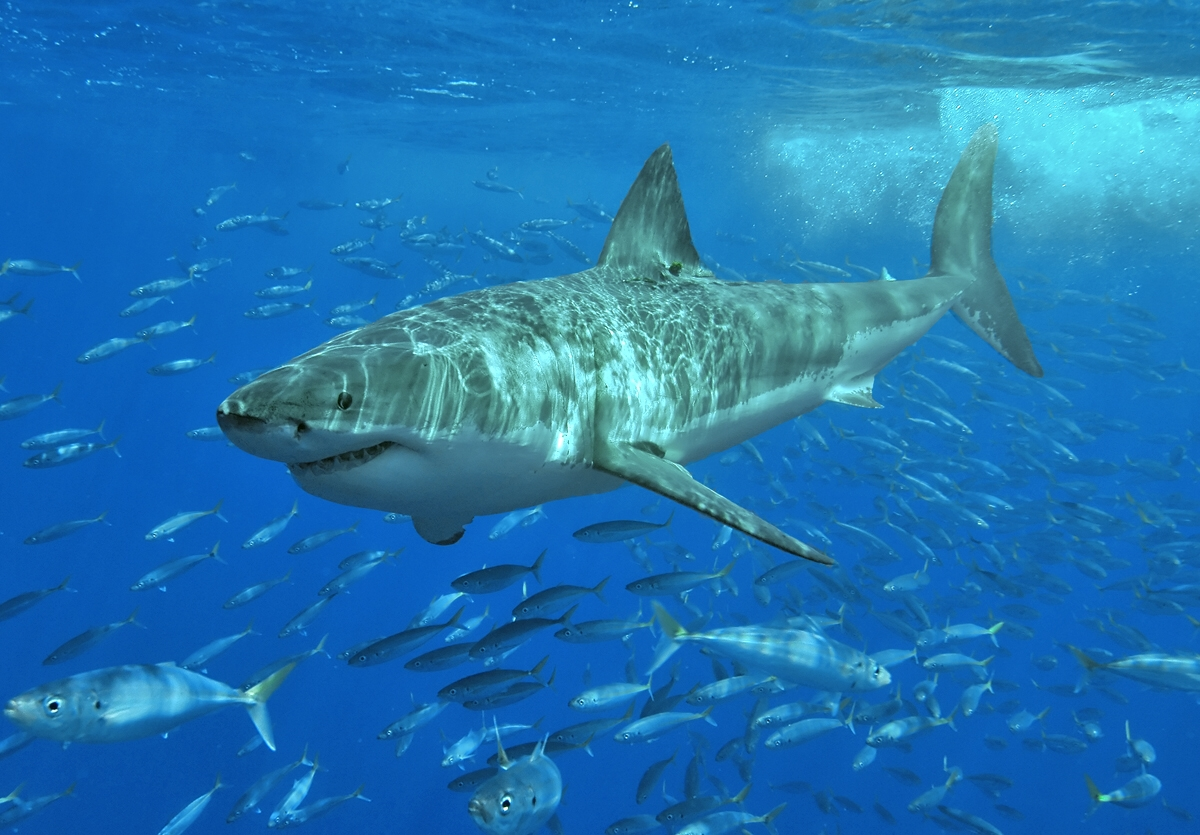
ホホジロザメ（Tiburon blanco）

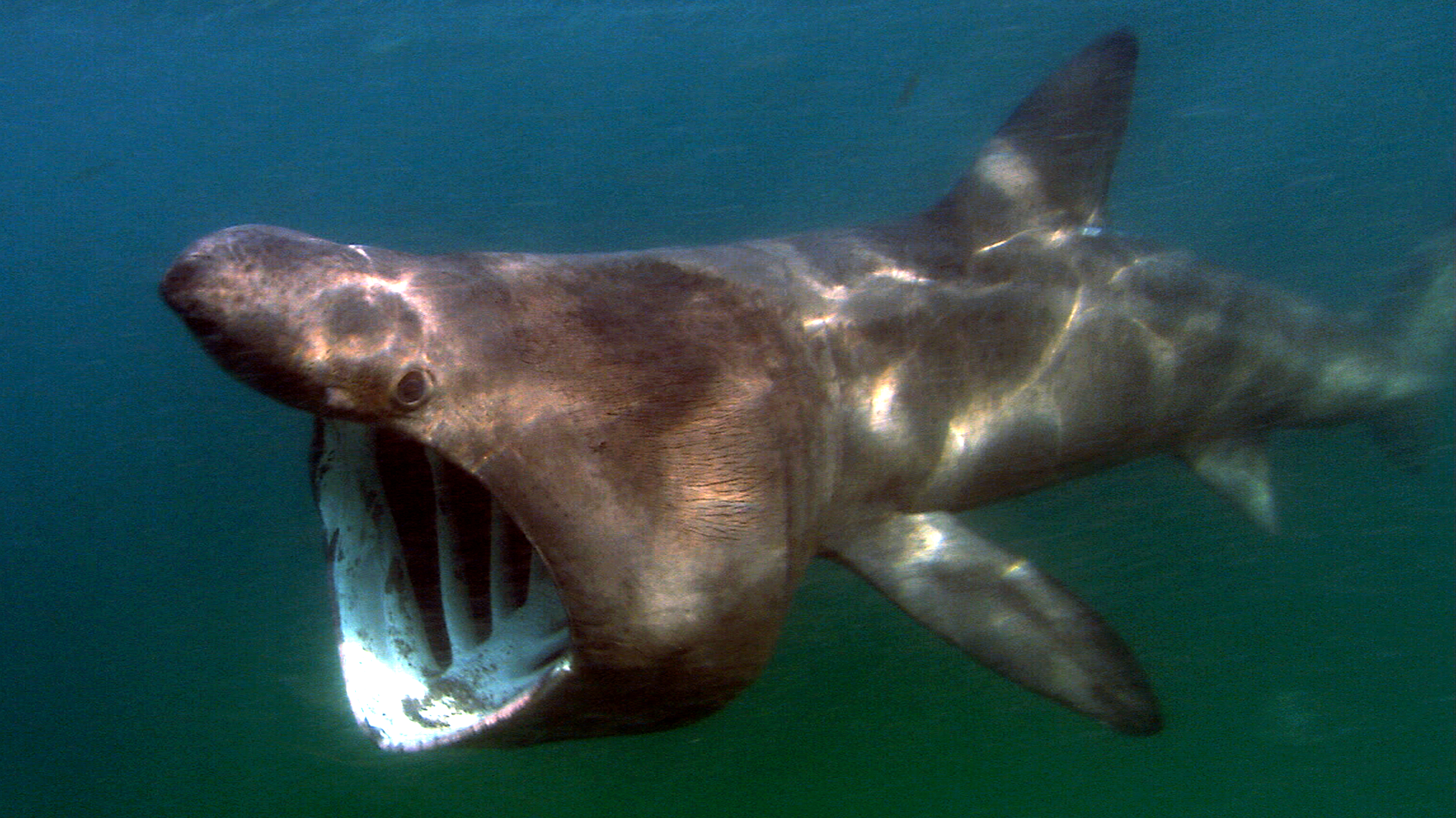
ウバザメ（Tiburon peregrino）

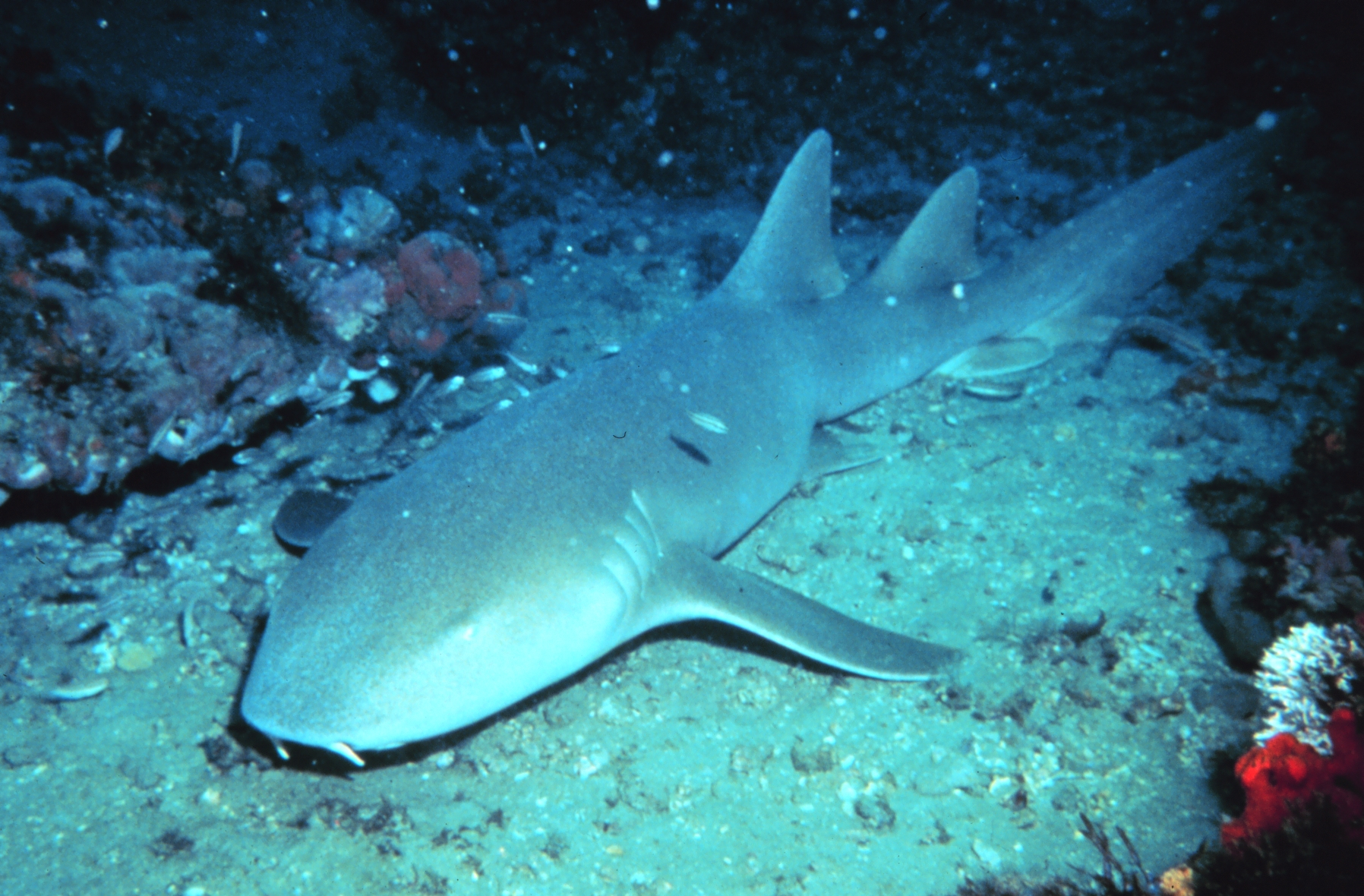
コモリザメ（Tiburon gata）

ティブロンは1940年7月19日にボストン海軍工廠での建造が認可されたが、1944年7月29日に建造契約は取り消された。
- この記事はアメリカ合衆国政府の著作物であるDictionary of American Naval Fighting Shipsに由来する文章を含んでいます。